# Leopold Stanisław Novy
Leopold Stanisław Novy ps. „Obywatel Lesław” (ur. ?, zm. 16 lutego 1936 w Zimnej Wodzie) – polski żołnierz, działacz społeczny.

## Życiorys
Po wybuchu I wojny światowej 1914 wstąpił do Legionów Polskich. Służył w szeregach I Brygady w stopniu sierżanta. Używał pseudonimu „Obywatel Lesław”. U kresu wojny od listopada 1918 brał udział w obronie Lwowa w trakcie wojny polsko-ukraińskiej. Był w składzie I załogi Szkoły im. Sienkiewicza. Służył w stopniu sierżanta. Dokonał przejęcia z magazynu wojskowego przy ul. Szeptyckich 27
W niepodległej II Rzeczypospolitej był zaangażowany w organizacje społeczne, w tym rzemieślnicze i były wojskowe. Był wielokrotnie odznaczany.
Zmarł 16 lutego 1936 w Zimnej Wodzie. Został pochowany 18 lutego 1936 we Lwowie.